# 磁気偏角

磁気偏角の例：この図では方位磁針は真北 N_{g} に対して正方向 (positive) つまり東側（東偏）を指している。磁針の指す北は N_{m}（magnetic north）、磁気偏角は δ で示されている。

偏角はこのように場所や年代によって複雑に変化している。

磁気偏角（英: magnetic declination または magnetic variation）は、真北（北極点）と方位磁針が指す磁北（北磁極、地磁気が示す北）とのずれのことである。単に偏角とも呼ばれる。

## 日本における磁気偏角
日本での磁気偏角の値は、ほぼ −4〜−11 度である。負の数であるから、真北よりも磁北のほうが西にずれている（西偏という）。本州全域ではほぼ −8 度であり、沖縄県の石垣島では約 −5 度、北海道の大部分では約 −10 度である。

## 磁気偏角の測定

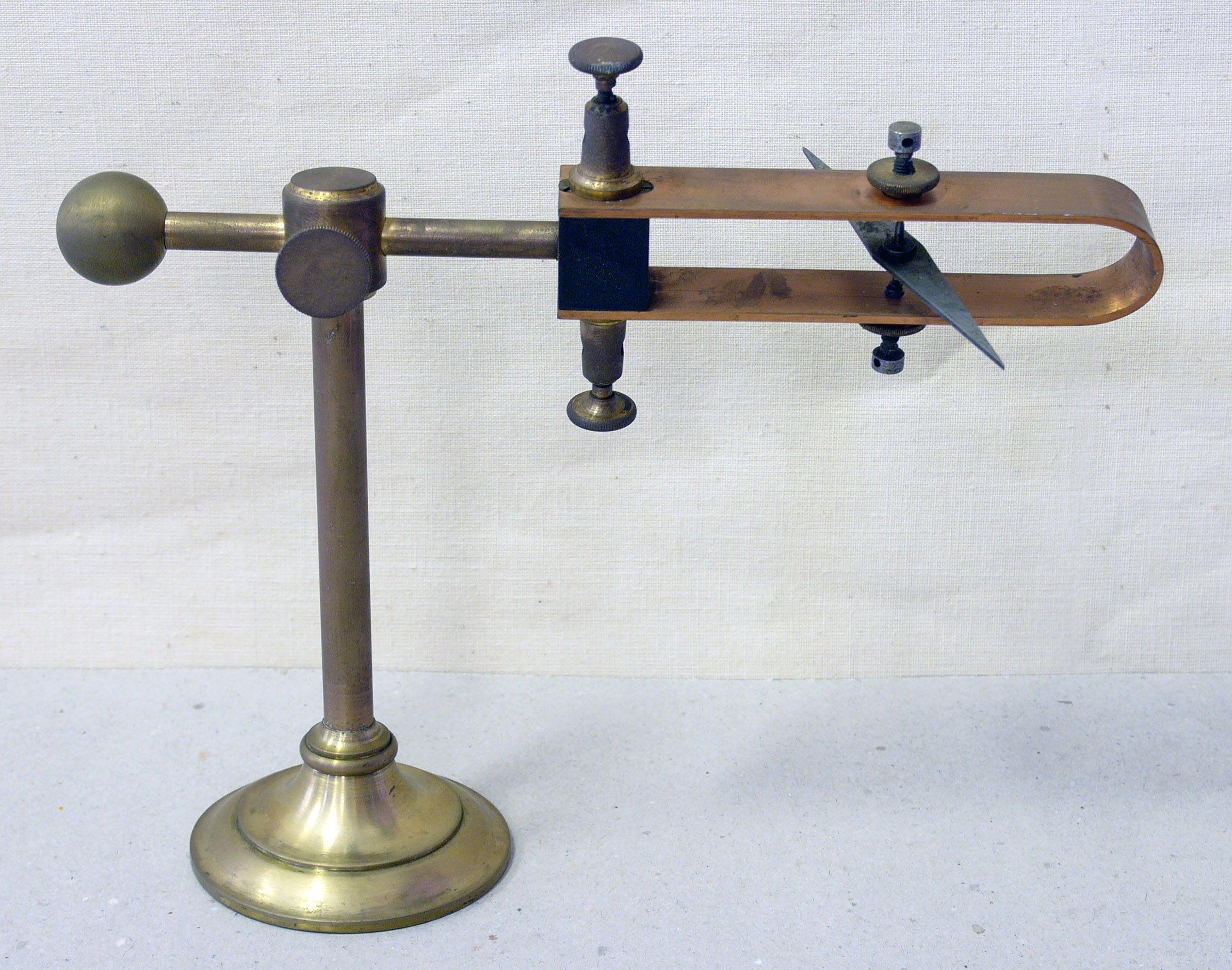
アンティークの傾角計

地磁気は、地球核の対流などの要因で長い期間をかけて変化している。そのため、継続的に学者たちによって測定され、測定されたデータは、アメリカ地質調査所、国土地理院などで公開されている。
磁気嵐の影響で極付近では30°、中緯度では約2°の誤差が出る場合がある

### 測定方法
天測により、ほぼ正確に真北がわかるので、そこから磁針のずれを見ればよい。この測定に使われる器具は、傾角計 (declinometer) と呼ばれる。

## 磁気偏角以外の磁針のずれ
磁気偏角以外でも、磁針にずれが生じる例がある。
- 磁気異常（Magnetic anomaly）- 地中の磁鉄鉱、鉄の鉱床などの影響も受ける可能性がある。
- 自差（Magnetic deviation）- 船や飛行機は、大気や海などの摩擦によって磁気を帯び、方角を示すコンパスを狂わせる。この狂いを自差と呼ぶ。
- 磁気伏角（Magnetic dip） - 地磁気の3要素のひとつで、磁針が下側を指す角度。